# 小果野桐
小果野桐（学名：Mallotus microcarpus）为大戟科野桐属下的一个种。

## 扩展阅读
- 維基物種上的相關：小果野桐